# Aracuã-escamoso
Aracuã-escamoso (nome científico: Ortalis squamata) é uma espécie de ave galiforme que habita florestas no sul do Brasil. Era antes considerado um subespécie do aracuã-comum. Há registros não confirmados da ave na Argentina.
O termo "aracuã-escamoso" foi selecionado como nome vernáculo técnico para a espécie pelo Comitê Brasileiro de Registros Ornitológicos (CBRO) em 2021.